# Giovanni Cornaro (Kardinal)
Giovanni Cornaro (* 30. Juni 1720 in Venedig; † 29. März 1789 in Rom) war ein Kardinal der Römischen Kirche.

## Leben

Familienwappen

Er gehörte, wenn auch weitläufig, zur Familie Cornaro (venetisch Cornèr), aus der mit Marco Cornaro (1500), Francesco Cornaro der Ältere (1527), Andrea Cornaro (1544), Luigi Cornaro (1551), Federico Cornaro (1585), Francesco Cornaro der Jüngere (1596), Federico Baldissera Bartolomeo Cornaro (1626) und Giorgio Cornaro (1697) acht weitere Kardinäle stammten. Die Cornari gehörten zu den alten Familien Venedigs, sie führten ihre Stammlinie bis auf die Römer der Antike zurück. Sie waren eine der reichsten Familien und hatten ihr Vermögen vor allem durch Geldverleih erlangt.
Cornaro war bereits an der Kurie tätig, als er am 12. April 1742 zum Apostolischen Protonotar ernannt wurde. Seit dem 24. Januar 1743 Referendar an der Apostolischen Signatur, war er von 1744 bis 1747 Vizelegat in Bologna. Dann Relator der Sacra Consulta, wurde er am 21. März 1759 für die Republik Venedig Auditor an der Rota Romana.
Am 1. Juni 1765 zum Subdiakon geweiht, war er vom 2. Dezember 1775 bis zum 1. Juni 1778 Gouverneur von Rom und Vize-Camerlengo. Papst Pius VI. kreierte ihn am 1. Juni 1778 zum Kardinal und verlieh ihm am 20. Juli 1778 als Kardinaldiakon die Titeldiakonie San Cesareo in Palatio. Am 27. Februar 1779 empfing er die Priesterweihe.
Er starb 1789 in Rom und wurde in der Kirche seiner Titeldiakonie San Cesareo in Palatio beigesetzt. An seinem Grabmal wurde eine Marmortafel mit einer Inschrift angebracht.